# Feczkó Tamás
Feczkó Tamás (Nyíregyháza, 1977. szeptember 8. –) magyar labdarúgóedző.

## Életpályája
Aktív labdarúgó pályafutását alacsonyabb osztályú magyar csapatoknál töltötte. 2000-ben megszerezte az UEFA B licenc képesítést, és még abban az évben középfokú edzői diplomát is szerzett. 2008-ban elvégezte az UEFA A licenc tanfolyamot, majd 2015-ben sikeresen teljesítette az UEFA Pro licenc tanfolyamot.
A 2016-2017-es idényben a feljutásra esélyes Balmazújváros vezetőedzője volt, amellyel elérték az NB II második helyét. Mivel szerződése 2017 júniusában lejár, több NB II-es klub, köztük az MTK, továbbá a román élvonalba feljutó sepsiszentgyörgyi Sepsi OSK vezetősége is megkereste Feczkó Tamást. Végül az MTK vezetőedzőjévé nevezték ki. A 2017–2018-as másodosztályú szezon végén bajnoki címet nyert a csapattal és visszajutott az élvonalba az MTK-val. A 2018–2019-es élvonalbeli bajnokságban a fővárosi csapat az első 24 fordulóban kilenc győzelmet és négy döntetlent ért el, és a hetedik helyen állt a tabellán, amikor Feczkó 2019. március 10-én közös megegyezéssel távozott a csapat éléről.
2019. szeptember 4-én a Diósgyőri VTK hivatalos weboldalán jelentette be, hogy ő lesz a klub új vezetőedzője. Az NB I 2019–2020-as idényének végén 9. helyezést ért el a csapattal a 12 együttest felvonultató bajnokságban. 
2020 decemberében a gyenge bajnoki szereplés miatt felmondták a szerződését.
2021 október 20-tól a Nyíregyháza Spartacus FC vezetőedzője lett.
2023. október 8-án, a Kisvárda a hivatalos platformjain tette közzé, hogy a nyíregyházi születésű szakember lesz az együttes új menedzsere.
2024. december 19-én a labdarúgó NB II-ben sereghajtó Budapest Honvéd a hivatalos oldalán jelentette be, hogy január 3-tól Feczkó Tamás veszi át a csapat irányítását.